# 마롄와역
마롄와역(중국어: 马连洼站)은 중국 베이징시 하이뎬구 마롄와 가도 융펑로·위안밍위안 서로·마롄와 북로 교차로에 위치한 베이징 지하철 16호선의 지하철역이다. 이 역은 2016년 12월 31일 16호선 시위안 북쪽 구간(임시 개통된 눙다난루역 제외)과 함께 개통되었다. 또한, 13B호선도 이 역에 들어올 예정이다.

## 역 구조

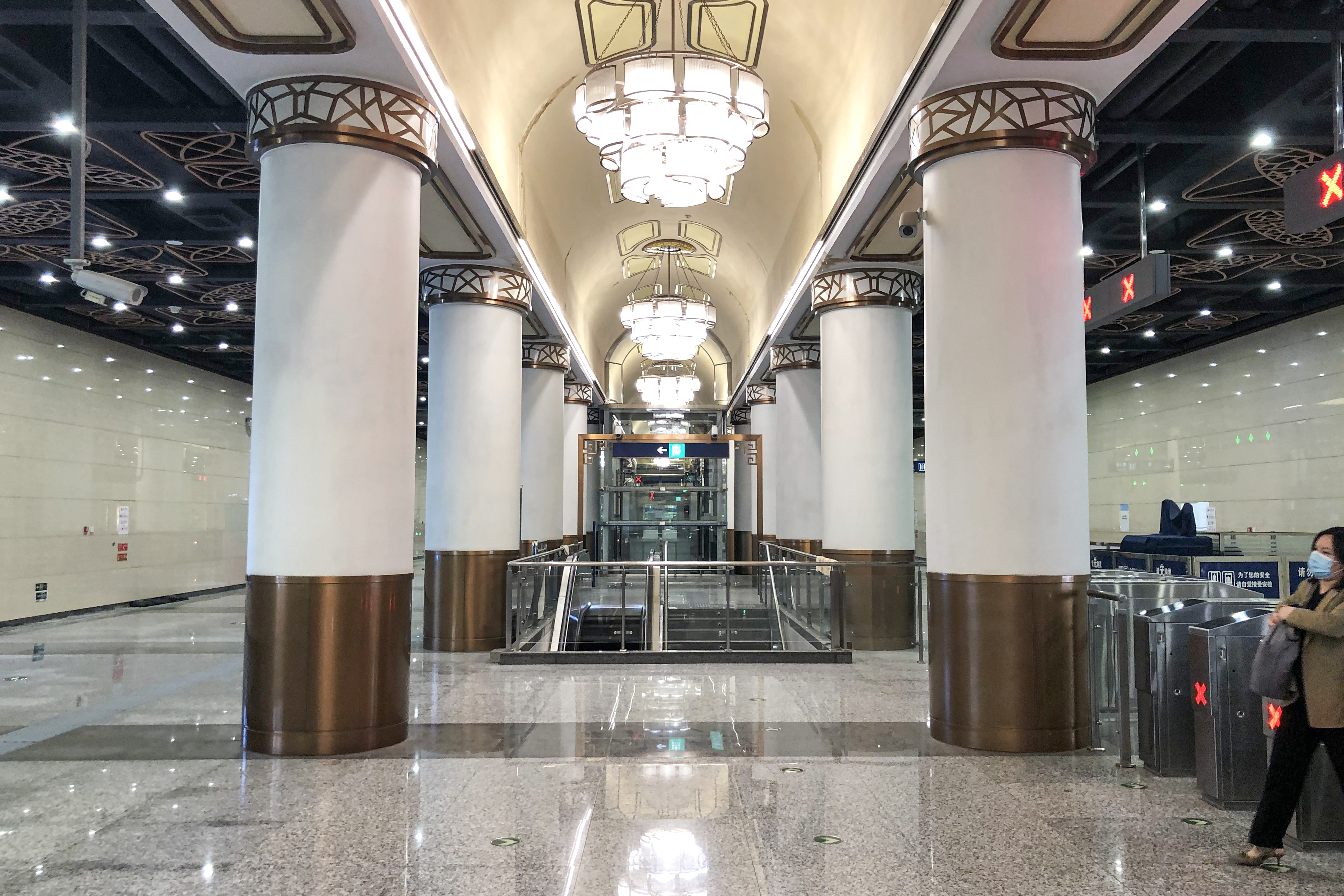
16호선 대합실

16호선 마롄와역은 지하 2층, 3경간 아치형 직선벽 구조로 전체 길이 282.1m, 폭 21.6m, 매설 깊이 24.389m으로, 지하 2층의 1면 2선 섬식 승강장 구조의 역이다.
13B호선 마롄와역은 총 길이 약 170m로 지하 3층의 1면 2선 섬식 승강장 구조의 역으로 환승 통로와 함께 출입구 3개, 통풍관 2세트, 안전 출입구 4개, 양방향 1개의 구조이다.

### 층별 구조
| 지면층             | 출입구                          | A-C출입구                             |
| 지하 1층 대합실 층 | 대합실                          | 발권 서비스, 자동 티켓 판매기, 출입문 |
| 지하 2층 승강장    | ←                               | ■ 16호선 베이안허 방면 (시베이왕)     |
| 지하 2층 승강장    | 섬식 승강장, 왼쪽 출입문이 열림 |                                       |
| 지하 2층 승강장    | →                               | ■ 16호선 완핑청 방면 (눙다난루)       |

## 출입구
이 역에는 현재 2개의 출입구가 있다. A출입구(북서쪽)는 융펑로(永丰路)와 마롄와 북로(马连洼北路) 교차로의 북서쪽 모퉁이에, C 출구(남동쪽)는 마롄와 북로(马连洼北路)와 위안밍위안 서로(圆明园西路) 교차로의 남동쪽 모퉁이에 위치한다. 북서쪽 입구에 수직형 엘리베이터가 있다.
|                         |                                                   |                                                                             |      |             |
|                         |                                                   |                                                                             |      |             |
| 출구                    | 지시                                              | 출구 인근                                                                   | 사진 | 무장애 시설 |
| 出口 · A                | 융펑로(永丰路) 서측, 마롄와 북로(马连洼北路) 북측 |                                                                             |      |             |
| 出口 · C                | 마롄와 북로(马连洼北路) 남측                      | 둥베이왕중심 초등학교(东北旺中心小学), 마롄와 가도 사무소(马连洼街道办事处) |      | 빈칸        |
| 아이콘 설명: 엘리베이터 |                                                   |                                                                             |      |             |

## 역사
이 역은 2011년 발표된 산허우선(山后线)의 원래 계획에서는 "마롄와베이루역(중국어: 马连洼北路站)"으로 불렸다. 2013년에 산허우선은 16호선 2단계로 명칭이 바뀌었고, 이 역은 환경 영향 평가 보고서의 단순화된 버전에서 "마롄와역"으로 불렸다. 마롄와역 건설은 2014년 3월 5일 착공하여 2016년 1월 본체가 완공되었다. 2016년 9월 베이징시 계획토지위원회가 발표한 16호선 개통 구간 역명 중 이 역의 역명이 알려지지 않은 계획은 여전히 "마롄와역"이다.
2019년 12월 승인된 "베이징 철도 운송 2단계 건설 계획 조정 계획"에서는 이 역이 13호선 분할 프로젝트에서 13B호선 서쪽 끝의 시작점으로 명시하였다. 2021년 4월 28일, 베이징시 주택도시농촌개발위원회는 13호선 용량 확장 및 개선 프로젝트 토목 건설의 낙찰자를 발표했다. 2021년 11월, 13호선 역사 건설이 시작되었다.
2022년 5월 18일, 지역적 전염병 집단으로 인해 마롄와역이 일시적으로 폐쇄되었고, 열차는 무정차 통과했다.
2022년 6월 6일, 인근 격리 및 통제 조치가 해제되어 마롄와역이 운영을 재개했다.
2023년 5월 31일부터 13B호선 마롄와역 건설로 인해 마롄와 서역 동행 버스 정류장이 동쪽으로 100m 이동되었다.